# 东北日本侨俘遣返

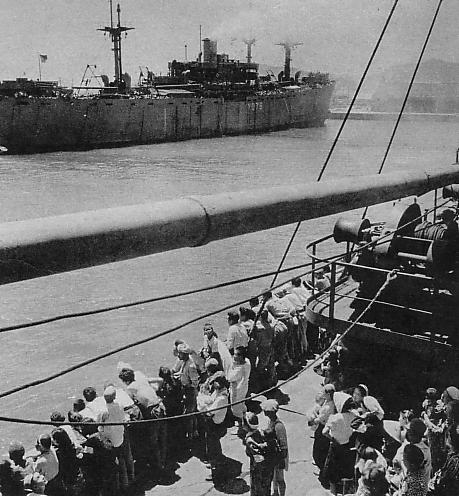
從葫蘆島被遣返的日本人

东北日本侨俘遣返是1946年5月起，在美军、中国共产党参与下，国民政府主导的对中国东北地区的遗华日侨和日军俘虏遣返事宜。通过葫芦岛港、大连港两个港口，集体遣返侨俘136.1万人，占东北遗留日本侨俘的九成以上。战后日本扶植的滿州國垮台，這些滿州籍的日裔僑民被送回日本，是中国遣返日本侨俘的重要部分。
当年年底，将日本侨俘集中于葫芦岛港乘船集体遣返日本，是当时东北地区遣返的最主要路径。葫芦岛港进行的日本侨俘遣返持续至1948年9月下旬。仅葫芦岛港一处，遣返人数达105万，故称葫芦岛日侨大遣返。

## 遣返之前
20世纪初至满洲国灭亡，日本国策移民之下，东北日侨人数迅速增长。二战结束之际的1945年8月，苏军发动八月风暴行动，旋即攻占满洲国。8月15日，日本投降。战后，在中国大陆遗留的日本侨民和日军俘虏高达350万余人，其中平民約170萬人（不含押往苏联的59万关东军俘虏）。
控制东北地区的苏军将工矿设备运回苏联，并将59万关东军俘虏送往西伯利亚做苦役，軍隊則撤退回國，却未组织遣返遗留在民間的日侨（約170萬人）。在这一混乱时期，东北各地的日本开拓团团员开始集体大逃亡，试图回到日本。逃亡期间，以老弱和妇女儿童为主的开拓团团员遭遇苏军攻击、遇难事件频发。1945年死亡百人以上的开拓团事件发生五十多起，死亡人数为九千六百多人。1945年冬季过后，在东北地区，估計至少有八万余名日本侨民因饥饿、寒冷、瘟疫等各种原因死亡。至1946年，留存有145万余名日侨。

## 遣返准备
1946年初，苏军陆续撤离东北。其后，东北大体分为三部分——分别是由國民政府控制的国统区、中国共产党（东北民主联军）控制的解放区、苏占旅大地区。当时，国统区有日侨80万，解放区有28万，苏占大连地区有27万。
此前的1945年10月25日，国民政府和美国方面在上海召开第一次遣送日本侨俘会议，制定《中国战区日本官兵与侨民遣送归国计划》，规定：东北地区日本侨俘的遣送，当于关内地区日本侨俘遣返后进行。1946年1月5日，双方在上海召开第二次遣送日本侨俘会议。美军总部日本侨俘遣送组长魏特曼上校提出：“关于满洲之组织，至少须使用两港口，其一预计为葫芦岛，若获得允许，另一港将为大连。尤有进者，吾人希望于沈阳成立一美军输送总部，该地亦需有一中国之机构。华军于哈尔滨、长春及齐齐哈尔，亦须设立遣送队，俾使日人按时自内地移至港口区，实为必要。此等机构应准备于4月1日左右进入满洲，4月15日左右开始工作，不得迟于5月1日。”
1946年1月10日，国民政府、中国共产党、美国政府政府三方在北平组建军事调处执行部。当时，负责东北日本侨俘遣返总体部署的“执行部三人小组”由中共代表叶剑英、美国代表饒伯森、国民政府代表郑介民组成。国民政府方面由东北行营日侨俘管理处，中国共产党方面由东北民主联军总司令部遣送日人办事处具体负责实施。
2月16日，国民政府、中国共产党、美国政府三方代表在北平召开会议，商讨即将开始的在华日侨遣工作。5月，国民政府与美军达成日侨遣返协定。8月，在东北解放区，中共、国民政府、美军签订《关于遣返日本侨民的三方协定》。根据三方协定，遣返大体分为四种路径。一，自1946年5月起，以葫芦岛港为输送港口，东北行营具体执行国统区遣返。二，东北民主联军负责集中解放区的日本侨俘，自当年8月起在陶赖昭、拉法两地向国民政府移交，再由葫芦岛港遣返回日本。三，安东（今丹东市）的日本侨俘，由东北民主联军经朝鲜遣返。四，苏占大连地区的日本侨俘由苏军遣返。
1946年年初，东北行营经济委员会主任张嘉璈既已传达国民政府行政院有关遣送东北日本侨俘的指示，成立东北保安司令长官部日侨俘管理处（在沈阳），并决定出版日文版《东北导报》，详细介绍遣返日本侨俘的消息和规定。同时，国民政府在葫芦岛设立东北日侨离境接待检查总站，并在葫芦岛、长春、锦州等地设置了22个日侨管理所。中国共产党则在其控制下的哈尔滨设置了遣返日侨办事处，在齐齐哈尔、延边等地设置日侨管理处。

## 遣返过程
1946年5月7日，第一批日本侨俘从葫芦岛港乘船返日。至7月20日，离境日本侨俘达37万人。邻近葫芦岛的锦西、锦州、锦县等地的日本侨民最先被遣返，以腾出房屋安置后来者。当时，日本侨俘停留葫芦岛的时间，由半月至三、五个月不等。国民政府允许他们携带不超过20公斤的个人生活物品回国，但中国书籍、文物等则不准携带离境。解放区的日本侨俘，由中国共产党自解放区送出后，再由国民政府接收，送至葫芦岛港。至9月末，哈尔滨地区送出10.1万人，沈阳地区送出23万人，共计91万人。5月至12月，葫芦岛港共发船158批次，遣返101.75万人，包含日军俘虏1.66万人。美方亦进行了协调性工作，调遣了包括海军第六舰队大型运输舰在内的120艘船只。当年10月，苏军占领下的大连地区开始遣返日本侨俘。至11月，通过大连港，共遣返36.4万人。当年，东北遣返日本侨俘共计136.1万人。
当时，国民政府和中共方面为葫芦岛遣返事宜耗资巨大。仅长春一地，就动用车量6,761次。根据《东北行辕日侨俘管理处经费移交对照册》的记载，1946年5月至8月，遣返开支为1.47亿元东北流通券，其中，1.2亿元为伙食费开支。中共方面，吉林省主席周保中曾签署命令，对无力购粮的遣返者，按旅程日数发“每天一斤半粮食、十五元菜金”。
1947年时，经葫芦岛港遣返2.9万人，发船12批次。另有20余万人，经由朝鲜遣返日本。1948年6月4日至9月20日，葫芦岛港遣返了最后几批日本侨民，共计3,871人。当时，因第二次国共内战缘故，辽宁境内的陆路、铁路已中断，他们由沈阳坐飞机抵达锦州，再通过葫芦岛港乘船回国。9月，辽沈战役爆发，葫芦岛港的侨俘遣返结束。三年间，通过葫芦岛港遣返总人数为1,051,047人。
葫芦岛港遣返过程中，日本侨俘並未受到中国军民的報復。负责葫芦岛港的秦葫港口司令部司令何世禮嚴令官兵和民眾不得襲擊或報復日軍戰俘，做到秩序井然:45。而同期被苏联红军俘虏的日军战俘（西伯利亞滯留者）则在西伯利亚森林中作苦役，这些人中只有一部分在1956年日苏共同宣言签署后才得以活着回到日本。

## 后续
随着第二次国共内战进入尾声，中华人民共和国建立，中国大陆时局逐渐稳定。此时，尚余4万余名日侨和1,000余名日本籍战犯。1952年时，中国政府再度开启日本侨俘遣返。1952年时，中国政府指定日本红十字会、日中友好协会、日本和平联络委员会为交涉日侨遣返事宜的日方团体。中国方面由中国红十字会代表参与。1952至1957年间，共计17船次，遣返2.6万日本侨俘回国，另说，1953年3月至1958年7月，遣返人数为3.5万人。其中，抚顺战犯管理所关押的982名日本籍战犯，在1956年6月至1964年3月间被分期分批、全部释放回国。

## 备注
1. ↑  刘振甲原文[2]称共产党统治区、中共统治区，即通常所称的解放区。
2. ↑  刘振甲原文[2]称苏联统治的大连地区。苏占旅大即今大连市南部地区。
3. ↑  时，大连港所在的地区为苏军占领区。
4. ↑  东北民主联军总司令部遣送日人办事处处长为李立三[4]。
5. ↑  刘振甲原文[2]称1949年2月16日，从上下文应是1946年2月16日。
6. ↑  陶赖昭应该是今吉林省扶余市境内的陶赖昭镇，拉法大致可能是今吉林省蛟河市拉法街道。
7. ↑  日文版《东北导报》共出版498期[4]。
8. ↑  刘振甲原文[2]：（二）因战役遣返而形成……仅长春一个地区在运送日侨过程中运用车量6,761次，花费东北流通券110,663.381圆，中共政府的这一举措充分体现中国人民的博大胸怀。但中共仅在1946年长春进攻战役后的4、5月间短暂的占领长春。“中共政府”是否是“中国政府”（即国民政府）之误，无从得知。“花费东北流通券110,663.381圆”是否是“花费东北流通券110,663,381圆”之误，亦无从得知。